# Župna crkva Majke Božje Sljemenske Kraljice Hrvata u Zagrebu
Župna crkva Majke Božje Sljemenske Kraljice Hrvata katolička je crkva sagrađena 1933. godine.  
Nalazi se usred parka prirode Medvednica, na vrhu Zagrebačke gore, u neposrednoj blizini radiotelevizijskog tornja Sljeme te završne postaje tj. okretišta žičare Sljeme. Crkva se nalazi na 1001 m nadmorske visine, te je najviša planinska župa u Hrvatskoj.
Ova je crkva zaštićeno kulturno dobro Republike Hrvatske.

## Povijest
Izgradili su je Isusovci i vjernici u razdoblju od 1932. do 1933. godine. Iako je prvotno bila izgrađena kao kapelica, 1963. je postala župna crkva. Jedinstvena po tome što je jedina turističko-planinska župa u Hrvatskoj, što znači da su župljani svi planinari, turisti i hodočasnici koji je posjećuju. O crkvi brine Družba Isusova. Restauratorsko-konzervatorska obnova crkve trajala je od 2007. do 2010. godine.
Zbog kulturno-povijesnih, arhitektonskih i ambijentalnih vrijednosti ova je crkva službeno zaštićena kao kulturno dobro.

## Arhitektura
Crkvu je projektirao i izgradnju nadgledao arhitekt Juraj Denzler. Izvana sliči prvim starohrvatskim crkvicama iz Dalmacije, dok je unutrašnjost bogata motivima prve kršćanske umjetnosti na tlu Hrvatske. U dekoracijama se ističe hrvatski pleter.
Unutrašnjost kapele ukrasili su brojni umjetnici, od kojih se posebno ističe Radoje Hudoklin, akademski kipar i slikarski tehnolog koji je izradio reljef u orahovini Bogorodica s Djetetom-Gospa od puta u bizantsko-ravenskom stilu iz 13. Stoljeća. Strop krase hrvatski povijesni grbovi izrađeni u slavonskoj hrastovini. Milostinjar je ukrašen starohrvatskim pletenicama. Zidno zvono s hrvatskim pleterom izliveno je u bronci.

## Galerija
- Pogled na crkvu
- Unutrašnjost
- Ulazna vrata
- Unutrašnjost crkve, oltar
- Vanjska dekoracija na fasadi
- Pogled na crkvu